# Sminthopsinae
Sminthopsinae — підродина дрібних сумчастих ссавців родини кволових, що живуть у Австралії та о. Нова Гвінея.

## Систематика
Підродина включає такі триби і роди:
- Підродина Sminthopsinae
  - Триба Sminthopsini
    - Рід Antechinomys — 2 види
    - Рід Ningaui — 3 види
    - Рід Sminthopsis — 19 видів

  - Триба Planigalini
    - Рід Planigale — 5 видів
    - Рід † Urrayira